# Puebla del Maestre
Puebla del Maestre è un comune spagnolo di 899 abitanti situato nella comunità autonoma dell'Estremadura.